# Francavilla Marittima
Francavilla Marittima là một thị trấn và comune  ở tỉnh Cosenza trong vùng Calabria miền nam nước Ý.
Đô thị Francavilla Marittima có diện tích 32,88 ki lô mét vuông, dân số thời điểm năm 2001 là 3100 người.
Đô thị này có các đơn vị dân cư (frazioni) sau: